# 瞬獄殺
瞬獄殺（しゅんごくさつ）は、カプコンの対戦型格闘ゲーム『ストリートファイター』シリーズに登場する架空の技である。

## 概要
『ストリートファイター』シリーズに登場する大技の一つ。作中では豪鬼や殺意の波動に目覚めたリュウなどの「殺意の波動」と呼ばれる特殊な力に目覚めた者だけが使用できる。その極めて特徴的な技の性質と演出から、『ストリートファイター』シリーズだけでなく、他の漫画やゲームなどにも影響を与えている。
この技が初めて公表されたのは、『スーパーストリートファイターII X』において豪鬼が登場する際にベガを一瞬で倒す演出として使用された際である。後にこの演出を必殺技にせよという業務命令により、誕生した。初登場時は技名が不明だったため、プレイヤーの間では主に「ベガ殺し」という通称で呼ばれていた。プレイヤーが使用できるようになったのは、『ストリートファイターZERO』（以下『ZERO』）と『ストリートファイター ザ・ムービー』（以下『ザ・ムービー』）からである（この2作品はほぼ同時期に稼動を開始した）。これらの作品では、まだ「瞬獄殺」でKOしても「天」の文字は背景には出ない。『ザ・ムービー』における「瞬獄殺」は他の作品とは形態や性能が大きく異なるため、以下は現在のベースとなった『ZERO』の「瞬獄殺」をもとに記述する。また、本項では特記のない限り豪鬼が使用するものについて述べる。

## 手順
細かい部分は作品によって異なる。なお、技をかける側が甲、かけられる側が乙とする。
1. 甲が「阿修羅閃空」の挙動（『IV』以前は構え無し）で移動する。
2. 甲が乙と接触したり掴むことに成功したりすると、突然画面が光（作品によっては闇）に包まれ、両者の状況が分からなくなる[1]。
3. 画面が真っ白（真っ暗）の状態のまま無数のヒットエフェクトが発生し、打撃音が響く[1]。
4. 画面が元に戻ると乙はその場に倒れており、甲は背中を向けて仁王立ちしている[1]。
5. このとき特定の条件を満たしていると、甲の背中に「天」や「滅」などの文字が浮かび上がることがある[1]。

## 設定
技の暗転中は具体的にどのような攻撃を加えているのか不明だが、一部タイトルにおいて以下のような解釈がなされている。
ストリートファイターZERO3
豪鬼のエンディングにおいて「数多の瞬きの内に地獄を見せ、己の罪業の重さで自分を殺める技」と語られている。そのため、ベガのような悪人だとより苦しんで死ぬことになるという。
RYU FINAL
中平正彦の漫画。「強烈な拳打が当たった瞬間、相手の体内に波動拳を直接打ち込み、それを破裂させる攻撃を無数に放つ技」と解釈されており、『V』の本技にも反映されている。そのため、相手が拳を防御したとしても、その拳が当たった場所の体内で「波動拳」が破裂する。また、「瞬獄殺」を放つ際には「一瞬千撃 抜山蓋世 鬼哭啾啾 故豪鬼成（也）（いっしゅんせんげき・ばつざんがいせい・きこくしゅうしゅう・ゆえごうきなり）」の漢文が表示される。
また、同作では剛拳も瞬獄殺を使う。豪鬼のものとは違い、山を谷に変えてしまうほどの巨大な気の爆発を起こす。
STREET FIGHTER 暗殺拳
豪鬼の師匠である轟鉄が捨て身の「滅・波動拳」を放つと、豪鬼の「瞬獄殺」はそれをすり抜け、轟鉄を掴む。掴んだ瞬間、その場が赤く光り輝き空では雲が移動し「天」の形を成した。喰らった後の轟鉄は全身から血を流し左の眼球が無くなっていた。暗黒の波動を超え、「瞬獄殺」を使うことで殺意の波動を手に入れた豪鬼の背中に、「天」の字が赤く焼き付き道着の背中を天の字に焦がし、それ以降は黒く文字が残っている。
ストリートファイターV
Vトリガー発動中専用技。暗転中の動作が設定上ではなく、実際にゲーム内で描写されるようになった。
掴んだ相手の周りを高速で旋回しつつ、頭や胴などの正中線や急所に波動を纏った突進正拳突きを左・右・左・右と打ち込む。
攻撃の度に指数関数的に攻撃速度が増していき（真・豪鬼の場合は初めから高速）、途中からは打ち付けた拳から炸裂する波動と豪鬼の赤い眼光しか見えなくなり、以前の「瞬獄殺」に近い形となる。
影ナル者の場合は赤く変化した背景の中で黒い影となり奇声を上げつつ、相手の前後を往復しつ拳撃を撃ち込む。
ストリートファイター6
クリティカルアーツ専用技で、かつ残り体力が25％以下の時のみ発動可能。
前作の『ストV』よりも、暗転中の動作が更に明確に描写されている。「一瞬千撃」の掛け声と共に阿修羅閃空で突進し相手を捕捉。捕捉に成功すると周囲に無数の分身が出現し、本体が前作同様に相手の周りを高速旋回しつつ攻撃を行い、その後空中から影分身と共に一斉に強襲をかけ、背中に「天」の字を生やしてフィニッシュ。また、本技にてKOする事が確定している場合、通常は発動時にのみ出現する漢文の演出（および漢文の掛け声）が、技の動作中およびフィニッシュ時にも出現するようになり、その際は背景に黒地白抜きで「一瞬千撃 抜山蓋世 鬼哭啾啾 故豪鬼成（前述の『RYU FINAL』にて使用された漢文）」と表示される。

## ゲーム中での瞬獄殺
『ZERO』でのコマンドは「弱パンチ・弱パンチ・レバー前・弱キック・強パンチ」の順に入力するという、当時の2D対戦型格闘ゲームの必殺技コマンドとしては特殊なもので、後のほとんどの作品でも引き継がれている。これは『ヴァンパイア』でモリガン・アーンスランドの使用するEX必殺技「ダークネスイリュージョン」と同じコマンドとなっており、「瞬獄殺」という技名が判明していない当時は、同技をもじってファンから「豪鬼ネスイリュージョン」と呼ばれたりもした。また、『ヴァンパイア』シリーズでも同じく連続入力式コマンドの技には、「通常キャンセルできない通常技、特殊技を強制的にキャンセルして出せる」という特性が備わっており、この技も同様である。なお、作品によってはコマンドの一部が省略可能になっていたり、コマンド自体が異なる場合もある。以下は一例。
ストリートファイターZERO
基板のバージョンによっては最後の強パンチを省略できる（「弱パンチ・弱パンチ・→・弱キック」で出せる）
ストリートファイターIII 2nd
最初の弱パンチを省略できる（「弱パンチ・→・弱キック・強パンチ」で出せる）
ストリートファイターIV
レバー以降は同時押しでも発動できる（「弱パンチ・弱パンチ・〈→+弱キック+強パンチ同時〉」または「弱パンチ・弱パンチ・→・〈弱キック+強パンチ同時〉」で出せる。また、後述の「真・瞬獄殺」も同様の操作で発動可能）
この技でフィニッシュを決めた場合は以下の特殊演出が発生する場合がある。
- 通常版に加え、背景が光って中央に大きく「天」の字が映える（ほとんどの作品）
- 暗転した画面中央に炎でかたどった大きな「天」の字が映える（『ストリートファイターIII 2nd』）
- 暗転した画面中央に白く大きく「天」の字が映え、足元から立ち上がる炎の中に豪鬼が背を向けて佇む（『ストリートファイターIII 3rd』）

また、この技でフィニッシュを決めた場合、上記の動作の後一旦ニュートラルに戻ってから改めて勝利演出に移行するものと、その状態のまま勝利演出に移行するものとがあり、主に初期の頃（『ZERO』シリーズなど）は前者、以降（『ストリートファイターIII』シリーズなど）は後者となっている場合が多い。
基本は掴み技のため、連続技に組み込むことは不可能であるが、『ストリートファイターIII』シリーズにおいては反転のけぞり（背中を向ける）中の状態であれば掴むことが可能で、連続技として成立する（ただし、コンボ補正がかかるために威力は低下する）。それ以外では『スーパーストリートファイターII X REVIVAL』や『ZERO3』（『ZERO↑』含む）においての真・豪鬼の使う「瞬獄殺」はガード不能の打撃投げ扱いのため、のけぞり中およびガード硬直中でも掴むことが可能である。また『ウルトラストリートファイターIV』のオメガエディションでもガード不能の打撃投げ扱いとなり、コンボとして掴めるほか吹き飛び相手を掴めるため豪昇龍拳や竜巻斬空脚など、地上から出せるあらゆる攻撃、必殺技のヒット後でも「瞬獄殺」が成立する。
また、『ZERO』と『X-MEN VS. STREET FIGHTER』では、決めた直後に追い討ちが可能である。
基本的にはゲージのストックを全部消費する（3本以上のストックが可能なタイトルでは3本消費する、『CAPCOM VS. SNK 2 MILLIONAIRE FIGHTING 2001』のS-GROOVEおよびN-GROOVEでは超必殺技が使用可能な条件の双方を満たす必要がある、といった例外もある）が、『X-MEN vs. STREET FIGHTER』においては他のハイパーコンボ同様、ストック1本で使用が可能となる（阿修羅閃空の移動距離は他作品より短く、2キャラ分）。
『ザ・ムービー』と家庭用『サイバーボッツ』のものはガード可能な連続攻撃技となっており、攻撃中の暗転もしない。『ザ・ムービー』ではコマンドそのものが大きく異なり、その場で連続攻撃を繰り出すというリュウの「真空みだれ打ち」に近い内容になっており、『サイバーボッツ』では相手に突進してロックした後に連続攻撃を繰り出す内容になっている。
『鉄拳7FR』では「真・瞬獄殺」をレイジアーツとして使用する。体力減少時に一度しか使えないものの、「ガード不能の打撃投げ」の性能と「投げ・下段攻撃を含む全攻撃に対してパワークラッシュと同等の効果を得る」レイジアーツの性能を兼ね備えているため、相手の起き上がりやジャンプに合わせて発動させると、ほぼ必ず掴むことができる。

## バリエーション
「殺意の波動」を身につけた者が使用できるという設定から、豪鬼以外では『ZERO』シリーズなどに登場する殺意の波動に目覚めたリュウも同じ技を使えるが、作品によっては「殺意の波動」とは関係ないキャラクターも類似の技を使用することがある。
瞬獄殺（『ポケットファイター』）
別バージョンの「瞬獄殺」コマンドを入力してヒットさせると、攻撃の瞬間が映る「瞬獄殺」が見られる。その内容は、豪鬼がさまざまなコスプレを行うコミカルなものとなっている。
真・瞬獄殺
豪鬼が『ストリートファイターIV』シリーズにおいて使用。ヒット数が増加している。「真・瞬獄殺」のコマンドは「弱P・弱P・←・弱K・強P」で発動し、ノーマル版との違いはレバーの前後の違いと、スーパーコンボゲージではなくウルトラコンボゲージを消費すること。
春獄殺
春日野さくらが『ストリートファイターEX』シリーズや『ジャスティス学園』シリーズなどで使用する。家庭用『ジャスティス学園』シリーズの「熱血青春日記」モードでエディット作成したキャラクターに使用させることもできる。
殉哭殺
火引弾（ダン）が『ポケットファイター』で使用する。ダンは攻撃せず、彼に呼び出された父・火引強が代わりに「瞬獄殺」を行い、画面に「父」の文字が出る。
ラストジャッジメント
『CAPCOM VS. SNK 2 MILLIONAIRE FIGHTING 2001』で、豪鬼を倒して「殺意の波動」の力を奪い取ったゴッド・ルガールが、この技名で「瞬獄殺」を使用する。
シャイニング豪ショック
メカ豪鬼が『マーヴル・スーパーヒーローズ VS. ストリートファイター』において使用。
これらのほか、『X-MEN VS. STREET FIGHTER』ではローグが必殺技「パワードレイン」で豪鬼の能力を吸収することにより、「瞬獄殺」をハイパーコンボとして使用可能になる。

## パロディ
非常に特徴的な技であるため、他作品のキャラクターなどがパロディとして使用するケースがいくつかあり、対戦型格闘ゲーム以外にも「瞬獄殺」のエフェクトをモチーフにした作品が存在する。
カプコン作品
『大神』
ミカン婆が「桜餅作成」の名称で使用する。画面に「餅」の文字が出る。
『ブレス オブ ファイアIII』 / 『ブレス オブ ファイアIV うつろわざるもの』
複数のキャラクターが「滅殺」の名称で使用する。『IV』では画面に「天」の文字が出る。
その他
『Discord』
ボイスチャットツール。PC版でショートカットキーの一覧を開き、隠しコマンドを入力すると画面に「天」の文字が出る。

## 関連人物
- 豪鬼 - 「瞬獄殺」の使い手の1人。
- リュウ - 別バージョンである「殺意の波動に目覚めたリュウ」や、『MARVEL VS. CAPCOM』の「モードチェンジ」で豪鬼モードになると「瞬獄殺」が使用可能となる。また、家庭用『ZERO3』や『ZERO3↑』での豪鬼と殺意の波動に目覚めたリュウとの対戦前デモでは、双方が同時に「瞬獄殺」を仕掛けて追撃を相殺している。
- 元 - 『ZERO』シリーズで豪鬼のライバル的存在として設定されている元（ゲン）は、対戦前デモで「瞬獄殺」の初弾を受けたあとに追撃をすべて防御している。

## 評価
ゲームポータルサイト「IGN Japan」では、「豪鬼の代名詞とも言える」と評されており、ベスト必殺技の第1位に選ばれている。
お笑いタレント・ゲームクリエイターの野田クリスタルは、プレイヤーが使用できるようになった当時の「瞬獄殺」について、「コマンド入力がすごく難しいけど、これを出すためにみんなグニャグニャしていた」との旨を述懐しており、その光景をずっと思い描いていたことから、「技を出すためのコマンドが長すぎる」対戦型格闘ゲーム『コマンド長すぎだぜ！技 出なさすぎ君』を開発したという。